# Umberto Nonis
Umberto Nonis ( 1936 ) es un biólogo, botánico, y micólogo italiano, que desarrolla actividades académicas en la Universidad de Florencia.

## Algunas publicaciones

### Libros
- 1982. Setas: descripción, localización, toxicidad o valor culinario. Guías prácticas. Ed. Daiman, Manuel Tamayo. 168 pp. ISBN 8423100502
- 1982. Pilze ( Setas). Ed Benziger. 228 pp. ISBN 3545340228
- 1983. Mushrooms & toadstools: a color field guide. Ed. Hippocrene Books. 229 pp. ISBN 0882547550
- 1984. Setas comestibles: con sabrosas recetas. Ed. Daimon. 190 pp. ISBN 8423100588
- 1984. Guide des champignons gastronomiques: avec de savoureuses recettes. Ed. Duculot. 192 pp. ISBN 2801104922
- 1993. Mushrooms & toadstools of Britain and Europe. Naturetrek guide. Ed. David & Charles. 229 pp. ISBN 0715301551
- 2001. Cinquecento funghi d'Italia e d'Europa. Guide manuali scultura lignea. Ed. Priuli & Verlucca. 500 pp. ISBN 8880680765

- La abreviatura «Nonis» se emplea para indicar a Umberto Nonis como autoridad en la descripción y clasificación científica de los vegetales.[1]